# Международный форум сёги
Международный форум сёги (англ. International Shogi Forum, ISF; яп. 国際将棋フォーラム) — фестиваль сёги, организуемый каждые 3 года Японской ассоциацией сёги. В рамках форума проводятся индивидуальный турнир между сильнейшими сёгистами из разных стран, в котором участвуют и 2-3 сёгиста-любителя из Японии, командный турнир по сёги и множество других турниров и событий, связанных с сёги.

## 6-й Международный форум сёги (2014)
В 6-м форуме, который состоялся 6—7 декабря 2014 года в Сидзуоке, участвовали 45 сильнейших сёгистов из 38 стран, при этом 11 стран были представлены на Форуме впервые.
От Японии на 6-м форуме выступали чемпион префектуры Сидзуока среди пенсионеров Тосио Авано, чемпион префектуры Сидзуока среди младшеклассников Харуто Такахаси и финалистка всеяпонского турнира «женская любительская мэйдзин» Хана Вада.
Победителем стал Харуто Такахаси, второе место занял троекратный (на тот момент) чемпион Европы Жан Фортен. Полуфиналистами стали, также, российский сёгист Владимир Фролочкин и китайский сёгист Гу Гуанмин.
Выбывшие в отборочном турнире участники играли в группе B. III место не разыгрывалось.
6-й форум проводился в честь 400-летия сёгуната Токугавы Иэясу, который одновременно с сёгунатом основал институт государственной поддержки сёги. После основного турнира для участников была организована поездка в храм Кунодзан Тосё-гу

## 8-й Международный форум сёги (2021)
В связи с пандемией COVID-19, 8-й Форум был перенесён с лета 2020 года на 2021 год, и впервые прошёл в онлайн-формате, на сайте 81dojo.com. Победитель получил право сыграть партию с восходящей суперзвездой современных японских сёги, обладателем двух титулов, Сотой Фудзии.

## Интересные факты
- В различных действиях форума постоянно участвуют сильнейшие профессионалы сёги: так, 5-й форум (2011) посетили 18-й пожизненный мэйдзин Тосиюки Мориути и 19-й пожизненный мэйдзин Ёсихару Хабу.
- Участница 3-го форума Манао Кагава, занявшая на нём 4-е место, ныне имеет 3-й женский профессиональный дан и завоевала женский титул осё в 2013 и 2014 году.